# Малышевское месторождение
Ма́лышевское месторожде́ние — месторождение изумрудов в Свердловской области Российской Федерации. Находится в посёлке имени Малышева. Лицензия на разработку изумрудно-бериллиевого месторождения принадлежит АО «Мариинский прииск» (Госкорпорация «Ростех»).
По оценкам, запасы изумрудов могут превышать 60 тонн.
Запасы иных ресурсов оцениваются в 11,5 млн тонн бериллиевой руды, 6 млн тонн руды рассеянных элементов (цезия, лития, рубидия).

## История
История месторождения начинается летом 1833 года. Тогда на покосах, принадлежащих Карелину, крестьянину деревни Голендухино Глинской волости Екатеринбургского уезда Пермской губернии (ныне южная часть Режевского района Свердловской области), были найдены изумруды. Осенью того же года, крестьяне Глинской волости обратились за билетом, дающим право на добычу самоцветов к представителю Екатеринбургской гранильной фабрики, начальнику горных работ на изумрудных приисках, унтер-шихтмейстеру Портнягину. Однако тот не только не разрешил, но и прошёлся по избам, забрав все найденные крестьянами камни. А 13 апреля (1 апреля по старому стилю) 1834 года прямо на крестьянских покосах командиром Екатеринбургской гранильной фабрики Я. В. Коковиным был заложен прииск, названный Мариинским, в честь святой Марии Египетской.
С 1834 года Мариинский прииск — составная часть Изумрудных копей Урала.
В 1899 году Мариинский прииск разрабатывается специалистами англо-французской «Новой компании изумрудов». Добытые самоцветы впервые в истории Уральских изумрудных копей гранятся прямо на территории прииска (до этого огранкой «зелена камня» занимались исключительно на Екатеринбургской и Петергофской фабриках).
С 1915 про 1919 годы Мариинский прииск арендует владелец екатеринбургских камнерезных лавок и мастерских В. И. Липин.
В 1919 году Мариинский прииск, как и другие месторождения изумрудных копей, национализируют большевики.
В 1924 году на Мариинском прииске старатели находят так называемый «Скутинский клад» — чрезвычайно богатое гнездо изумрудов. Найденные изумруды немедленно направляют прямо в Москву, а место находки изучает академик А. Е. Ферсман.
В 1927 году Мариинский прииск, в связи с десятилетием Великого Октября, получает имя уральского революционера И. М. Малышева.
В 1930-х годах на прииске возводятся шахты: имени И. В. Сталина, имени С. М. Кирова, а также изумрудоизвлекательная фабрика. Позднее в 1940-х годов ещё и так называемая «Новая» шахта.
С 1942 года шахты и фабрика посёлка имени Малышева входят в систему Государственного горно-металлургического комбината № 3, выпускающего важную оборонную продукцию, так называемую лигатуру — бериллиевую бронзу, которая входит в состав брони советских танков и самолётов.
С 1952 по 1994 годы на Изумрудных копях работает «Малышевское рудоуправление» (с 1994 года — АООТ, чуть позже ОАО «Малышевское рудоуправление»), основное градообразующее предприятие, входящее в состав Первого главного управления Минсредмаша СССР.
В 1996—2007 годах месторождение эксплуатировала компания Tsar Emerald International (Канада) через ЗАО «Зелен камень».

С 2008 года — ГУП «Калининградский янтарный комбинат»
С 2012 года на месторождении эксплуатируется изумрудоизвлекательная фабрика
1 февраля 2018 на базе месторождения создается новое Акционерное общество. Возвращается историческое называние «Мариинский прииск»

## Крупнейшие самородки
В августе 2012 года на Малышевском изумрудно-бериллиевом месторождении был добыт крупнейший за десятилетие изумруд массой 637 граммов, он получил собственное имя «Юбилейный», в честь 65-летия Янтарного комбината.
В середине марта 2013 г. ГУП «Калининградский янтарный комбинат» добыло огромный штуф изумруда на Малышевском месторождении. Находка представляет собой исключительно красивый штуф изумруда. Общая масса штуфа 1011 граммов, в том числе расчетный вес изумруда составляет один килограмм.
В январе 2018 был найден крупнейший изумруд за последние 10 лет. Госкорпорация «Ростех» совместно с АО «Мариинский прииск» объявили общероссийский конкурс на лучшее называние для изумруда. В состав жюри вошли известные актрисы театра и кино Юлия Михалкова и Чулпан Хаматова, а также дизайнер и шахтер, который нашёл камень.